# Olymski
Olymski (ruso: Олы́мский) es un asentamiento de tipo urbano de Rusia, perteneciente al raión de Kastórnoye de la óblast de Kursk.
En 2021, el asentamiento tenía una población de 2256 habitantes. En su territorio no hay pedanías.
Se ubica unos 3 km al sur de Kastórnoye, al este del río Olym, que lo separa de Novokastórnoye.

## Historia
Tiene su origen en 1899, cuando se construyó una fábrica de azúcar junto al río Olym, aprovechando la cercanía del ferrocarril de Kursk a Vorónezh. Junto a la fábrica se fundó en los años siguientes la localidad, que en 1965 adoptó el estatus de asentamiento de tipo urbano. En la época soviética llegó a tener casi siete mil habitantes, pero posteriormente ha perdido población por el cierre de industrias, aunque la fábrica de azúcar sigue funcionando.